# Ziegelhütte (Alfeld)
Ziegelhütte ist ein Gemeindeteil der Gemeinde Alfeld im Landkreis Nürnberger Land (Mittelfranken, Bayern). Ziegelhütte liegt in der Gemarkung Alfeld. Der Name rührt höchstwahrscheinlich von einer aufgelassenen Ziegelei her.

## Lage
Die Einöde liegt in der Region Hersbrucker Land südlich der Kreisstraße LAU 26 und westlich der Staatsstraße 2236 nahe am Ortsrand von Alfeld an der Straße nach Wörleinshof. Der Name der einzigen Straße des Gemeindeteils ist ebenfalls Ziegelhütte. Rings um die beiden Gebäude befinden sich Felder und Wiesen.